# بيت هيوز
بيت هيوز (بالإنجليزية: Pete Hughes)‏ هو لاعب كرة قاعدة أمريكي، ولد في 11 يناير 1968 في بروكتون في الولايات المتحدة.